# Kiffa (departement)
Kiffa är ett departement i Mauretanien.   Det ligger i regionen Assaba, i den södra delen av landet, 500 km öster om huvudstaden Nouakchott.